# Saari-Sorsua
Saari-Sorsua eller Saarisorsua är en sjö i Finland. Den ligger i kommunen Utajärvi i landskapet Norra Österbotten, i den centrala delen av landet, 500 km norr om huvudstaden Helsingfors. Saari-Sorsua ligger 115,8 meter över havet. Arean är 51,7 hektar och strandlinjen är 5,72 kilometer lång. Sjön  ingår i Kiminge älvs huvudavrinningsområde.   I omgivningarna runt Saari-Sorsua växer i huvudsak barrskog.